# Вибори до Європейського парламенту в Естонії 2014
Вибори до Європейського парламенту в Естонії пройшли 25 травня 2014 року. На виборах обрана естонська делегація, що складається з 6 депутатів. Це були треті вибори до Європарламенту в країні.
У порівнянні з попередніми європейськими виборами 2009 року в результаті підписання Лісабонського договору в грудні 2009 року делегація Естонії не змінилася і зберегла 6 місць Європарламенту. Виборці голосували за конкретного кандидата в списку партії. В Естонії можуть голосувати через Інтернет.
У виборах брали участь 88 кандидатів.

## Результати
| ← 2009 • 2014 • 2019 → |                                     |                    |                   |         |        |        |       |     |
| Партія                 | Партія                              | Європейська партія | Головний кандидат | Голоси  | %      | +/–    | Місця | +/– |
|                        | Партія реформ (RE)                  | ELDR               | Андрус Ансип      | 79,849  | 24.3   | 9.0 ▲  | 2 / 6 | 1 ▲ |
|                        | Центристська партія (KESK)          | ELDR               | Едгар Савісаар    | 73,419  | 22.4   | 3.7 ▼  | 1 / 6 | 1 ▼ |
|                        | Союз Вітчизни і Res Publica (IRL)   | EPP                | Тунне Келам       | 45,765  | 13.9   | 1.7 ▲  | 1 / 6 | 0 ▬ |
|                        | Соціал-демократична партія (SDE)    | PES                | Мар'ю Лаурістін   | 44,550  | 13.6   | 4.9 ▲  | 1 / 6 | 0 ▬ |
|                        | Індрек Таранд                       | EFA                | Індрек Таранд     | 43,369  | 13,2   | 12,6 ▼ | 1 / 6 | 0 ▬ |
|                        | Консервативна Народна партія (EKRE) |                    |                   | 13,247  | 4.0    | 1.8 ▲  | 0 / 6 | 0 ▬ |
|                        | Tanel Talve                         |                    |                   | 10,073  | 3.1    | нов    | 0 / 6 | 0 ▬ |
|                        | Silver Meikar                       |                    |                   | 6,018   | 1.8    | нов    | 0 / 6 | 0 ▬ |
|                        | Естонська партія незалежності (EIP) |                    |                   | 4,158   | 1.3    | нов    | 0 / 6 | 0 ▬ |
|                        | Інші                                | Інші               | Інші              | 8,045   | 2.5    | –      |       |     |
| Дійсні                 | Дійсні                              | Дійсні             | Дійсні            | 328,493 | 36.39  |        |       |     |
| Не дійсні              | Не дійсні                           | Не дійсні          | Не дійсні         | 1,273   | 0,14   |        |       |     |
| Разом                  | Разом                               | Разом              | Разом             | 902,873 | 100.00 | –      | 6 / 6 | 0 ▬ |
| Електорат              | Електорат                           | Електорат          | Електорат         | 329,766 | 36.52  | 7,36 ▼ |       |     |